# Il tacchino e il turco
(Gilbert Keith Chesterton, Il tacchino e il turco)
Il tacchino e il turco (The Turkey and the Turk) è un dramma in versi dello scrittore inglese G. K. Chesterton, pubblicato per la prima volta nel 1925 su G. K.'s Weekly. Si tratta di un'opera breve che rientra nel genere del mummer's play, dramma folcloristico inglese basato sulla lotta tra san Giorgio e un cavaliere turco.
Il titolo è basato su un gioco di parole intraducibile, dovuto al fatto che, in inglese, turkey significa tanto "tacchino" quanto "Turchia": il titolo è quindi leggibile anche come La Turchia e il turco.
La prima edizione in forma di libro fu illustrata da Thomas Derrick e distribuita in cento copie, autografate dall'autore e dall'illustratore.

## Trama

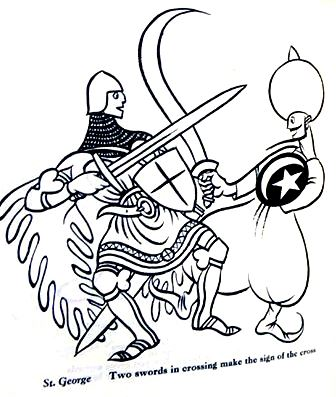
San Giorgio combatte col Cavaliere turco.

Babbo Natale si prepara a festeggiare il Natale, ma la sua baldoria subisce presto l'intrusione dagli scrupoli salutistici del Dottore, un professore berlinese. Le loro discussioni sono interrotte dall'apparizione della Principessa, in fuga da un regno cristiano orientale, da poco distrutto dai mussulmani. Compare quindi il Cavaliere turco, che la reclama come moglie; ma il suo intento è bloccato dal pronto intervento di san Giorgio. I due duellano e san Giorgio sembra in vantaggio, ma allorquando ferisce il suo nemico si rifiuta cavallerescamente di continuare a combattere, aspettando che quegli venga guarito, e il Dottore ne approfitta ogni volta per rinforzare il Cavaliere turco con distruttive protesi meccaniche. Si susseguono varie vicissitudini comiche fino a quando, con felice conclusione, il Cavaliere turco respinge le diavolerie transumanistiche del Dottore e si arrende.